# CUS Torino Basket
Il C.U.S. Torino Basket è una delle più antiche formazioni di pallacanestro della città di Torino essendo nata come GUF Torino nel 1932 ed avendo cambiato denominazione nel 1946. Milita in Serie C Gold (campionato regionale) la quarta categoria del basket italiano.
Il C.U.S. Torino Basket è la sezione di Basket del Centro Universitario Sportivo di Torino. Nell'estate del 2015 sigla un accordo con la società Auxilium Torino, alla quale fornisce la struttura delle formazioni giovanili. Rimane una squadra senior che partecipa al campionato di Serie B con una formazione prevalentemente composta da giovani dell'under20, cambia anche la denominazione della squadra che diventa Auxilium CUS Torino Basketball e i colori sociali che dal bianco e blu diventano giallo e blu.

## Impianto di gioco
Le partite di campionato vengono disputate al PalaCus.

## Roster
aggiornato al 13 ottobre 2017
|    | Naz.              | Ruolo | Sportivo           | Anno | Alt. |  | Note |
| -- | ----------------- | ----- | ------------------ | ---- | ---- |  | ---- |
| 2  | Italia (bandiera) | P     | Paolo Celada       | 1999 | 182  |  | U20  |
| 3  | Italia (bandiera) | C     | Silvio Riviezzo    | 1981 | 200  |  |      |
| 4  | Italia (bandiera) | C     | Gianluca Tibs      | 2000 | 202  |  | U20  |
| 5  | Italia (bandiera) | G     | Alessandro Chiotti | 1995 | 194  |  |      |
| 8  | Italia (bandiera) | P     | Gabriele Russano   | 1995 | 175  |  |      |
| 11 | Italia (bandiera) | A     | Lorenzo Ripepi     | 1998 | 197  |  | U20  |
| 12 | Italia (bandiera) | GA    | Manuel Di Matteo   | 1996 | 190  |  |      |
| 13 | Italia (bandiera) | P     | Andrea Fantolino   | 1998 | 185  |  | U20  |
| 14 | Italia (bandiera) | G     | Davide Campanelli  | 1981 | 195  |  |      |
| 19 | Italia (bandiera) | A     | Stefano Catozzi    | 1999 | 187  |  | U20  |
| 20 | Italia (bandiera) | G     | Amedeo Tiberti     | 2000 | 194  |  | U20  |
| 21 | Italia (bandiera) | P     | Giovanni Stola     | 1997 | 190  |  | U20  |
| 22 | Italia (bandiera) | A     | Simone Marrone     | 2000 | 195  |  | U20  |

### Staff tecnico
- Capo allenatore: Alessandro Porcella
- Vice allenatore: Claudio Lastella
- Assistente: Alessandro Bittner
- Preparatore fisico: Nadir Tavella
- Medico: Dr. Maurizio Colonna
- Fisioterapista: Edoardo Gaddo

## Organigramma societario
- Presidente: Riccardo D'Elicio
- Responsabile di sezione: Andrea Guidoni
- Addetto agli arbitri: Sandra Aresu
- Dirigente accompagnatore: Giuseppe Campanelli
- Responsabile delle statistiche: Andrea Vialardi